# Шинер, Жозеф Франсуа Иньяс
Жозеф Франсуа Иньяс Максимильян Шинер (фр. Joseph François Ignace Maximilien Schiner; 1761—1845) — французский военный деятель, генерал-лейтенант (1818 год), барон (1809 год), участник революционных и наполеоновских войн.

## Биография
Начал службу 28 марта 1780 года в звании младшего лейтенанта в полку Куртена и служил в этом швейцарском полку в Бель-Иль-ан-Мер в следующем году. 18 сентября 1792 года перешёл на французскую службу, как и все швейцарские полки. Затем присоединился к штабу Северной армии в качестве капитана штаба 3 октября 1792 года. 11 октября 1793 года получил звание временного полковника штаба, участвовал в захвате Менена 31 мая 1794 года в составе дивизии Моро.
27 февраля 1799 года был переведён в обсервационную армию Рейна, сражался в Швейцарии в качестве начальника штаба дивизии Леграна. Переведённый в дивизию Монришара, участвовал в битвах при Штокахе и Мескирхе. На следующий день после этого он был произведён в бригадные генералы 6 мая 1800 года. Он был дважды ранен в конце кампании.
1 июня 1801 года был переведён в 1-й военный округ в Париже. 28 апреля 1803 года зачислен в лагерь Неймегена и командовал 3-й бригадой в пехотной дивизии Монришара в Ганноверской армии. Переведенный в лагерь Сент-Омер 28 марта 1805 года, он заменил 25 августа генерала Салиньи во главе бригады в дивизии Вандама в 4-м армейском корпусе Великой Армии. Принимал участие в Австрийской, Прусской и Польской кампаниях. Отличился при взятии Меммингена, в сражении при Аустерлице.
3 февраля 1808 года перешёл на административную работу. Возобновил службу в 1809 году в качестве командира гессенского контингента в дивизии Карра-Сен-Сира. После сражений в Германии его отозвали во Францию 1 февраля 1810 года. С 1810 по 1812 год генерал Шинер командовал департаментом Луаре. В начале 1812 год командовал бригадой Национальной гвардии. В 1813 году отправился в Утрехт.
После возвращения Бурбонов оставался без служебного назначения С января по 1 июня 1815 года командовал департаментом Верхние Пиренеи. В отставке с сентября 1815 года. 23 сентября 1818 года он был возведён в звание почётного генерал-лейтенанта. Окончательно ушёл в отставку 11 июня 1832 года.

## Воинские звания
- Младший лейтенант (28 марта 1780 года);
- Капитан штаба (3 октября 1792 года);
- Полковник штаба (11 октября 1793 года);
- Бригадный генерал (6 мая 1800 года);
- Генерал-лейтенант (23 сентября 1818 года).

## Титулы
- Барон Шинер и Империи (фр. baron Schiner et de l'Empire; декрет от 19 марта 1808 года, патент подтверждён 12 ноября 1809 года)[1].

## Награды
Легионер ордена Почётного легиона (11 декабря 1803 года)
 Коммандан ордена Почётного легиона (14 июня 1804 года)
 Кавалер военного ордена Святого Людовика (13 августа 1814 года)
 Большой крест гессенского ордена Людвига